# Yvonne Hak
Pour les articles homonymes, voir Hak.
Yvonne Hak (née le 30 juin 1986 à Alkmaar) est une athlète néerlandaise spécialiste du 800 mètres.

## Biographie
Elle obtient le meilleur résultat de sa carrière lors de la saison 2010 en remportant la médaille d'argent du 800 m des Championnats d'Europe de Barcelone. Yvonne Hak s'incline face à la Russe Mariya Savinova mais établit un nouveau record personnel sur la distance en 1 min 58 s 85. En 2017, la Russe est disqualifiée pour dopage, ce qui signifie que Yvonne Kah récupère le titre européen.

## Palmarès
| Date | Compétition           | Lieu      | Résultat | Temps         |
| ---- | --------------------- | --------- | -------- | ------------- |
| 2010 | Championnats d'Europe | Barcelone | 1re      | 1 min 58 s 85 |